# Taft (Östra Samar)
Taft (Bayan ng Taft) är en kommun i Filippinerna. Kommunen ligger på ön Samar, och tillhör provinsen Östra Samar. Folkmängden uppgår till 16 435 invånare.

## Barangayer
Taft är indelat i 24 barangayer.
| - Batiawan - Beto - Binaloan - Bongdo - Dacul - Danao - Del Remedios - Gayam - Lomatud (Burak) - Mabuhay - Malinao - Mantang | - Nato - Pangabutan - Poblacion Barangay 1 - Poblacion Barangay 2 - Poblacion Barangay 3 - Poblacion Barangay 4 - Poblacion Barangay 5 - Poblacion Barangay 6 - Polangi - San Luis - San Pablo - San Rafael |